# Puzieux (Vosges)
Pour les articles homonymes, voir Puzieux.
Puzieux est une commune française située dans le département des Vosges en région Grand Est.
La commune mosellane homonyme est située dans le canton de Delme.

## Géographie

### Communes limitrophes
Puzieux est situé au nord-est de la plaine des Vosges, à proximité du département de Meurthe-et-Moselle. Cette commune fait partie du canton de Mirecourt.
Au sud du village est implantée la rampe d’approche de l’aéroport d'Épinal-Mirecourt.
Le territoire de Puzieux est un plateau peu accidenté traversé par les ruisseaux des Pierres et d’Oëlleville. Le village culmine à une altitude de 287 m et se déploie devant une succession de coteaux qui forment le relief de cuesta.
Les prairies sont réparties autour des cours d’eau tandis que les terres arables occupent le reste du territoire communal. On trouve encore autour du village quelques vergers et la trace d’anciennes vignes. La forêt est rare et se confine en périphérie de la commune.

### Hydrographie et les eaux souterraines
Hydrogéologie et climatologie : Système d’information pour la gestion des eaux souterraines du bassin Rhin-Meuse:
Territoire communal : Occupation du sol (Corinne Land Cover); Cours d'eau (BD Carthage),
Géologie : Carte géologique; Coupes géologiques et techniques,
Hydrogéologie : Masses d'eau souterraine; BD Lisa; Cartes piézométriques.

#### Réseau hydrographique
La commune est située dans le bassin versant du Rhin au sein du bassin Rhin-Meuse. Elle est drainée par le ruisseau de Juvaincourt, le ruisseau des Pierres et le ruisseau des Vrayes,.
Le ruisseau de Juvaincourt, d'une longueur totale de 10,5 km, prend sa source dans la commune d'Oëlleville et se jette dans le ruisseau des Pierres en limite de Poussay et du territoire communal, après avoir traversé six communes.

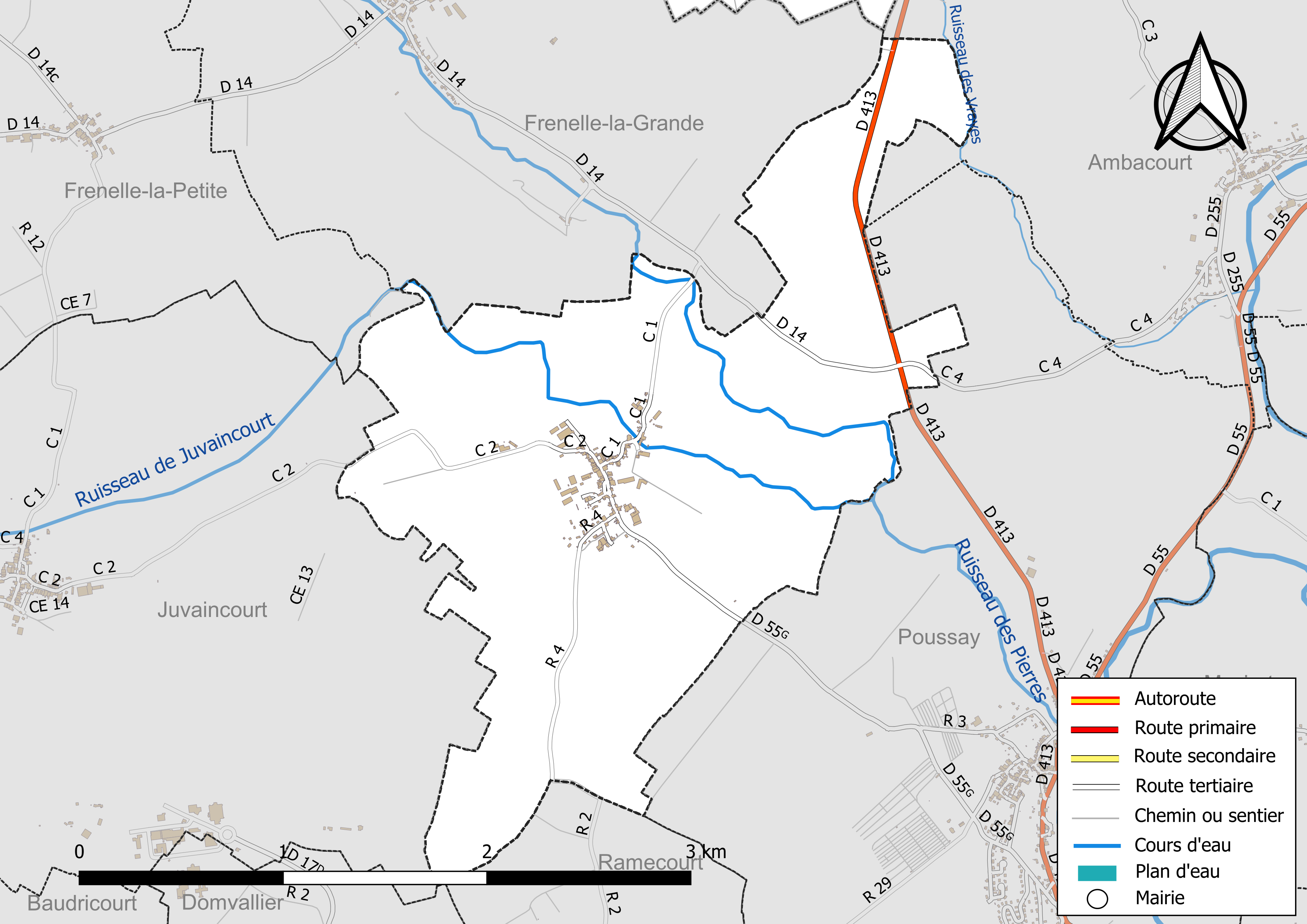
Réseaux hydrographique et routier de Puzieux.

Le ruisseau des Pierres, d'une longueur totale de 12,9 km, prend sa source dans la commune de Courcelles et se jette dans le Madon à Poussay, après avoir traversé six communes.

#### Gestion et qualité des eaux
Le territoire communal est couvert par le schéma d'aménagement et de gestion des eaux (SAGE) « Nappe des Grès du Trias Inférieur ». Ce document de planification, dont le territoire comprend le périmètre de la zone de répartition des eaux de la nappe des Grès du trias inférieur (GTI), d'une superficie de 1 497 km2,  est en cours d'élaboration. L’objectif poursuivi est de stabiliser les niveaux piézométriques de la nappe des GTI et atteindre l'équilibre entre les prélèvements et la capacité de recharge de la nappe. Il doit être cohérent avec les objectifs de qualité définis dans les SDAGE Rhin-Meuse et Rhône-Méditerranée. La structure porteuse de l'élaboration et de la mise en œuvre est le conseil départemental des Vosges.
La qualité des eaux de baignade et des cours d’eau peut être consultée sur un site dédié géré par les agences de l’eau et l’Agence française pour la biodiversité. 

### Climat
Pour des articles plus généraux, voir Climat du Grand Est et Climat des Vosges.
En 2010, le climat de la commune est de type climat des marges montargnardes, selon une étude du Centre national de la recherche scientifique s'appuyant sur une série de données couvrant la période 1971-2000. En 2020, Météo-France publie une typologie des climats de la France métropolitaine dans laquelle la commune est dans une zone de transition entre le climat océanique altéré et le climat océanique altéré et est dans la région climatique  Lorraine, plateau de Langres, Morvan, caractérisée par un hiver rude (1,5 °C), des vents modérés et des brouillards fréquents en automne et hiver. 
Pour la période 1971-2000, la température annuelle moyenne est de 9,6 °C, avec une amplitude thermique annuelle de 16,9 °C. Le cumul annuel moyen de précipitations est de 877 mm, avec 12,4 jours de précipitations en janvier et 9,6 jours en juillet. Pour la période 1991-2020, la température moyenne annuelle observée sur la station météorologique de Météo-France la plus proche, « Mirecourt-inra », sur la commune de Mirecourt à 5 km à vol d'oiseau, est de 10,4 °C et le cumul annuel moyen de précipitations est de 824,3 mm. 
La température maximale relevée sur cette station est de 39,5 °C, atteinte le 25 juillet 2019 ; la température minimale est de −19,5 °C, atteinte le 20 décembre 2009,,. 
Les paramètres climatiques de la commune ont été estimés pour le milieu du siècle (2041-2070) selon différents scénarios d'émission de gaz à effet de serre à partir des nouvelles projections climatiques de référence DRIAS-2020. Ils sont consultables sur un site dédié publié par Météo-France en novembre 2022.

## Urbanisme

### Typologie
Au 1er janvier 2024, Puzieux est catégorisée commune rurale à habitat dispersé, selon la nouvelle grille communale de densité à sept niveaux définie par l'Insee en 2022.
Elle est située hors unité urbaine. Par ailleurs la commune fait partie de l'aire d'attraction de Mirecourt, dont elle est une commune de la couronne,. Cette aire, qui regroupe 33 communes, est catégorisée dans les aires de moins de 50 000 habitants,.

### Occupation des sols
L'occupation des sols de la commune, telle qu'elle ressort de la base de données européenne d’occupation biophysique des sols Corine Land Cover (CLC), est marquée par l'importance des territoires agricoles (92,6 % en 2018), une proportion sensiblement équivalente à celle de 1990 (93,2 %). La répartition détaillée en 2018 est la suivante : 
prairies (47,4 %), terres arables (45,2 %), zones urbanisées (5,3 %), zones industrielles ou commerciales et réseaux de communication (1,4 %), forêts (0,7 %). L'évolution de l’occupation des sols de la commune et de ses infrastructures peut être observée sur les différentes représentations cartographiques du territoire : la carte de Cassini (XVIIIe siècle), la carte d'état-major (1820-1866) et les cartes ou photos aériennes de l'IGN pour la période actuelle (1950 à aujourd'hui).

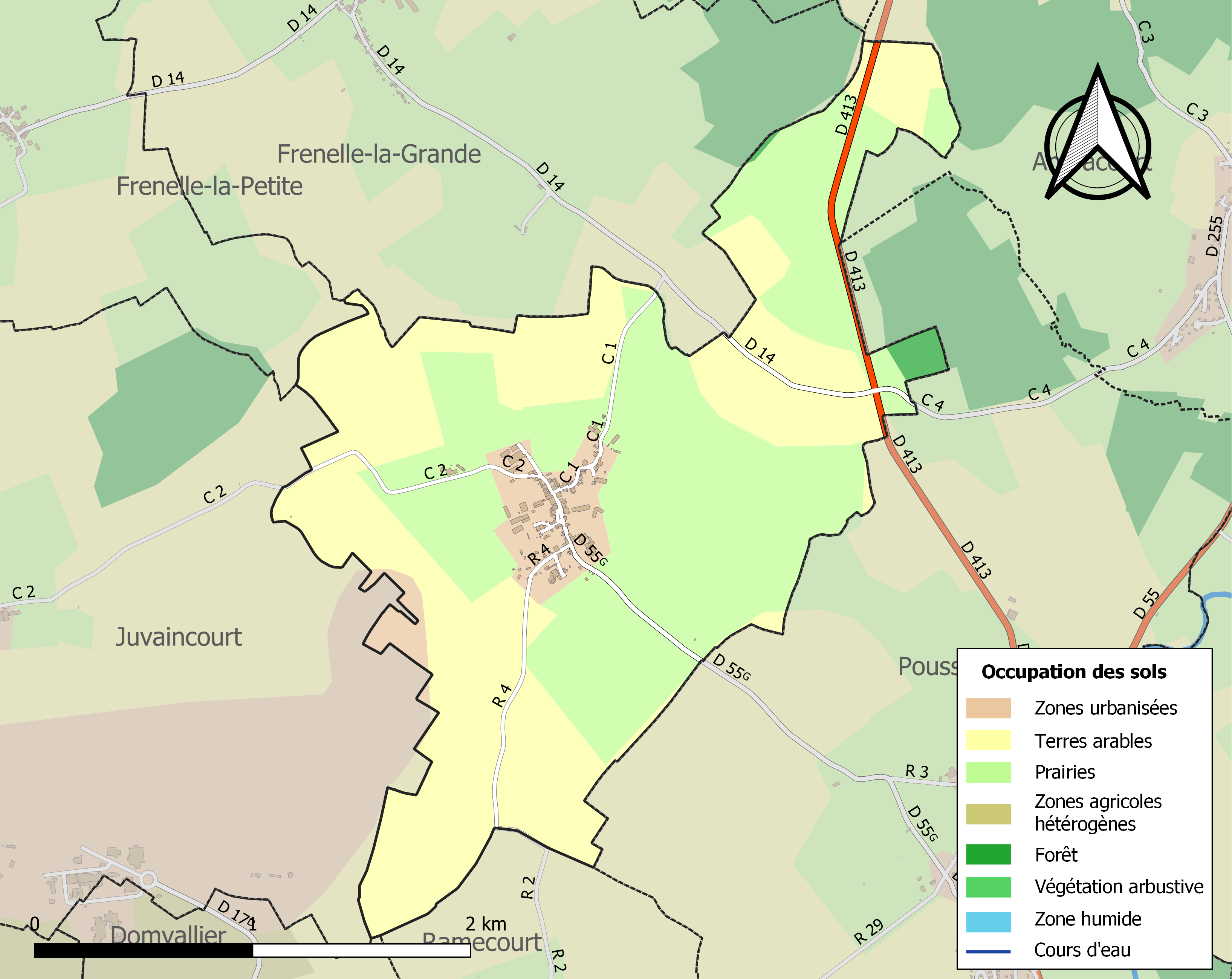
Carte des infrastructures et de l'occupation des sols de la commune en 2018 (CLC).

### Voies de communications et transports

#### Voies routières
- A31 (aussi appelée autoroute de Lorraine-Bourgogne). Échangeurs Châtenois, Bulgnéville[17].

#### Transports en commun
- Fluo Grand Est.

#### Lignes SNCF
- Gare de Charmes
- Gare d'Épinal

#### Transports aériens
- L'Aéroport d'Épinal-Mirecourt « Vosges Aéroport ».

À partir de l'été 2021, l’aéroport d’Épinal-Mirecourt est devenu le "pélicandrome" de la Zone Est et servira ainsi de base de ravitaillement et d’intervention pour les avions bombardiers d’eau connus sous le nom de Dash 8.

## Toponymie
Le nom de la localité est attesté sous les formes Medietatem ecclesiæ de Puteolis (1051) ; Pusuis (1225) ; Puseux, Puiseux (1237) ; Puseul, Puseulx (1271) ; Pusues (1272) ; Pusuelz (1347) ; Pusuel (1385) ; Puxuelz (1402) ; Pusieulx (1543) ; Puzieu (1594) ; Puysieux (1656) ; Puisieux (1707) ; Puzieux ou Puxieux (1711) ; Puzeoli (1768) ; Puiseaux sur la carte de Cassini.

Pûhieu en dialecte local.

Le toponyme de Puzieux apparait pour la première fois en 1051 (ecclesia de Puteolis). Son nom gallo-romain ; Puzeoli, dérive du latin puteus « puits » et du suffixe diminutif -eolum au pluriel : « petits puits » ; des puits creusé en terre alimenté par une nappe d'eau souterraine ; nom d'un puits réputé.

## Histoire
Le village de Puzieux était partagé en deux seigneuries : celle de Lalandre et celle de Charon. Le chapitre de Poussay possédait une ferme à Puzieux.
On pense que la version la plus vraisemblable serait celle du silo à grain. Le Xaintois produisait à l’époque gallo-romaine du froment en grande quantité. La présence de ces silos ne serait donc pas surprenante, Puzieux étant au cœur du Xaintois.

Le village fut détruit lors de l’invasion des suédois pendant la guerre de Trente Ans. Puzieux subit les armées françaises, aidées de leurs sauvages alliés, les Suédois, qui dévastèrent et pillèrent  le village. C’était en 1633, sous le règne de Louis XIII. Il ne resta de Puzieux que 3 maisons.
Ce n’est qu’après 1670, et principalement quand le traité de Ryswick restitua la Lorraine à son duc légitime Léopold, que le village s’est reconstruit. Actuellement, de nombreux indices laissent penser que le village de Puzieux est issu de la fusion de deux autres villages eux aussi détruits par les Suédois : Méréville et Fontenelle.

## Politique et administration

### Découpage territorial
Par arrêté préfectoral du 15 septembre 2023, la commune est retirée le 1er janvier 2024 de l'arrondissement d'Épinal et rattachée à l'arrondissement de Neufchâteau.

### Liste des maires
| Période                                  | Période                    | Identité         | Étiquette | Qualité                   |
| ---------------------------------------- | -------------------------- | ---------------- | --------- | ------------------------- |
| Les données manquantes sont à compléter. |                            |                  |           |                           |
| mars 2001                                | En cours (au 26 juin 2024) | Philippe Nicolas |           | Agriculteur à la retraite |

### Budget et fiscalité 2023

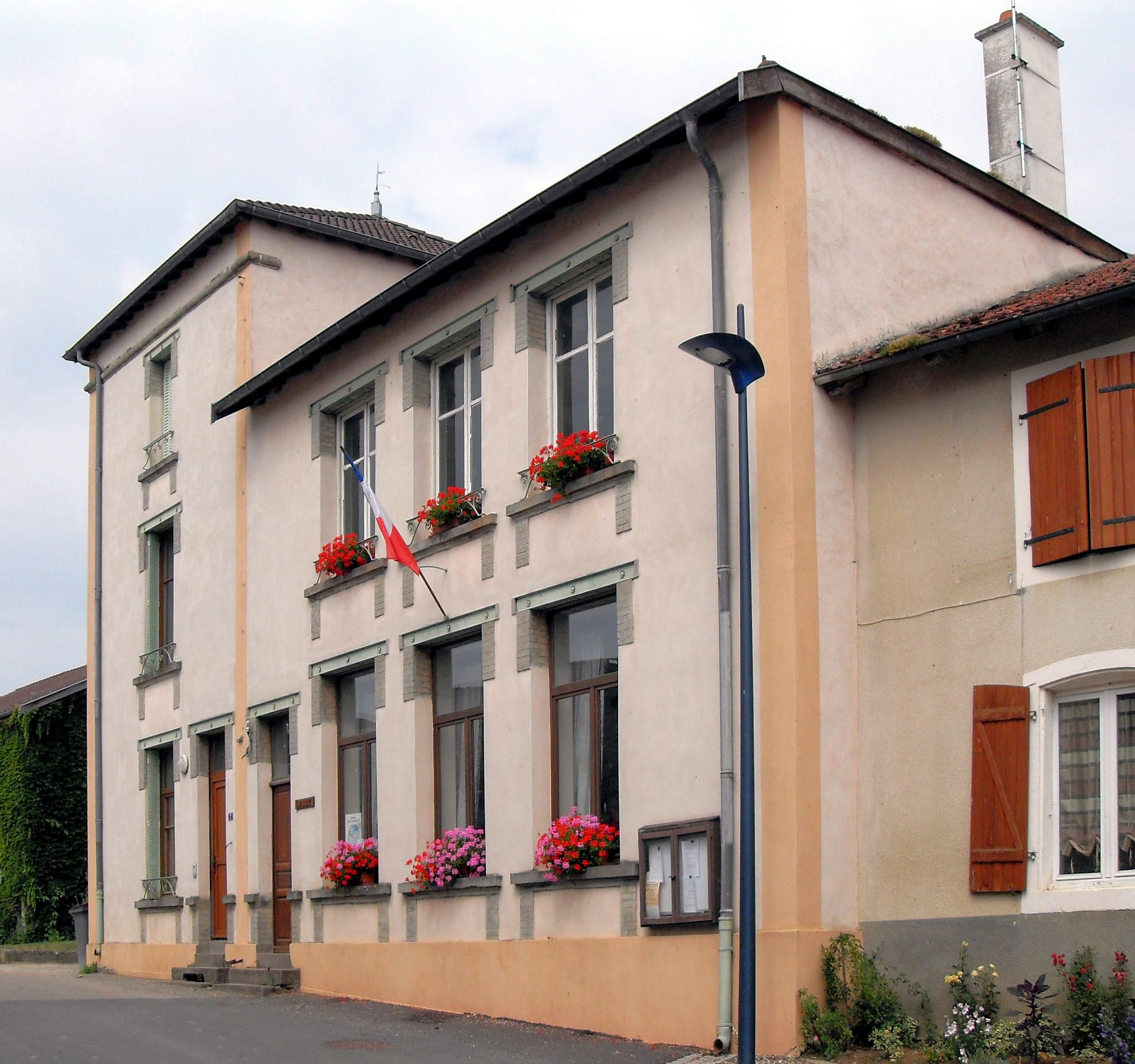
La mairie.

En 2023, le budget de la commune était constitué ainsi :
- total des produits de fonctionnement : 120 000 €, soit 802 € par habitant ;
- total des charges de fonctionnement : 62 000 €, soit 414 € par habitant ;
- total des ressources d'investissement : 16 000 €, soit 105 € par habitant ;
- total des emplois d'investissement : 27 000 €, soit 178 € par habitant ;
- endettement : 101 000 €, soit 671 € par habitant.

Avec les taux de fiscalité suivants :
- taxe d'habitation : 24,25 % ;
- taxe foncière sur les propriétés bâties : 42,97 % ;
- taxe foncière sur les propriétés non bâties : 34,31 % ;
- taxe additionnelle à la taxe foncière sur les propriétés non bâties : 0,00 % ;
- cotisation foncière des entreprises : 0,00 %.

Chiffres clés Revenus et pauvreté des ménages en 2021 : médiane en 2021 du revenu disponible, par unité de consommation : 24 210 €.

## Économie

### Entreprises et commerces

#### Commerces
- Commerces et services de proximité[29].

## Population et société

### Démographie

#### Évolution démographique
L'évolution du nombre d'habitants est connue à travers les recensements de la population effectués dans la commune depuis 1793. Pour les communes de moins de 10 000 habitants, une enquête de recensement portant sur toute la population est réalisée tous les cinq ans, les populations de référence des années intermédiaires étant quant à elles estimées par interpolation ou extrapolation. Pour la commune, le premier recensement exhaustif entrant dans le cadre du nouveau dispositif a été réalisé en 2008.

En 2022, la commune comptait 145 habitants, en évolution de −3,33 % par rapport à 2016 (Vosges : −2,96 %, France hors Mayotte : +2,11 %).
| 1793 | 1800 | 1806 | 1821 | 1831 | 1836 | 1841 | 1846 | 1856 |
| ---- | ---- | ---- | ---- | ---- | ---- | ---- | ---- | ---- |
| 219  | 215  | 220  | 238  | 252  | 250  | 252  | 252  | 218  |

| 1861 | 1866 | 1876 | 1881 | 1886 | 1891 | 1896 | 1901 | 1906 |
| ---- | ---- | ---- | ---- | ---- | ---- | ---- | ---- | ---- |
| 206  | 230  | 185  | 185  | 189  | 189  | 179  | 187  | 175  |

| 1911 | 1921 | 1926 | 1931 | 1936 | 1946 | 1954 | 1962 | 1968 |
| ---- | ---- | ---- | ---- | ---- | ---- | ---- | ---- | ---- |
| 162  | 139  | 154  | 147  | 130  | 114  | 152  | 149  | 145  |

| 1975 | 1982 | 1990 | 1999 | 2006 | 2008 | 2013 | 2018 | 2022 |
| ---- | ---- | ---- | ---- | ---- | ---- | ---- | ---- | ---- |
| 125  | 154  | 143  | 134  | 154  | 160  | 157  | 146  | 145  |

### Enseignement
Établissements d'enseignements :
- Écoles maternelles et primaires à Poussay, Baudricourt, Mirecourt, Rouvres-en-Xaintois.
- Collèges à Mirecourt, Charmes, Dompaire, Vézelise, Vittel.
- Lycées à Mirecourt, Mandres-sur-Vair, Contrexéville, Harol.

### Santé
Professionnels et établissements de santé : 
- Médecins à Mirecourt, Mattaincourt, Diarville, Remoncourt, Gironcourt-sur-Vraine.
- Pharmacies à Mirecourt, Mattaincourt, Diarville, Remoncourt, Gironcourt-sur-Vraine.
- Hôpitaux à Mirecourt, Mattaincourt, Charmes, Vittel.

### Cultes
- Culte catholique, Paroisse Saint-Pierre-Fourier[36], Diocèse de Saint-Dié.

## Culture locale et patrimoine

### Lieux et monuments
Le bâti ancien se caractérise par une typologie diversifiée, de la maison de maître, celle du laboureur ou celle du manouvrier. Il y a aussi de vieilles portes charretières, des niches ornées de leurs statues et des éléments architecturaux du XVIe siècle.
Outre son petit patrimoine, le château d’eau construit après la Seconde Guerre mondiale est caractérisé par une ossature en béton.
Enfin, la chapelle Sainte-Menne de la fin du XIXe, construite dans un style néo-roman. Elle accueille tous les mois de mai le pèlerinage vouée à la sainte.

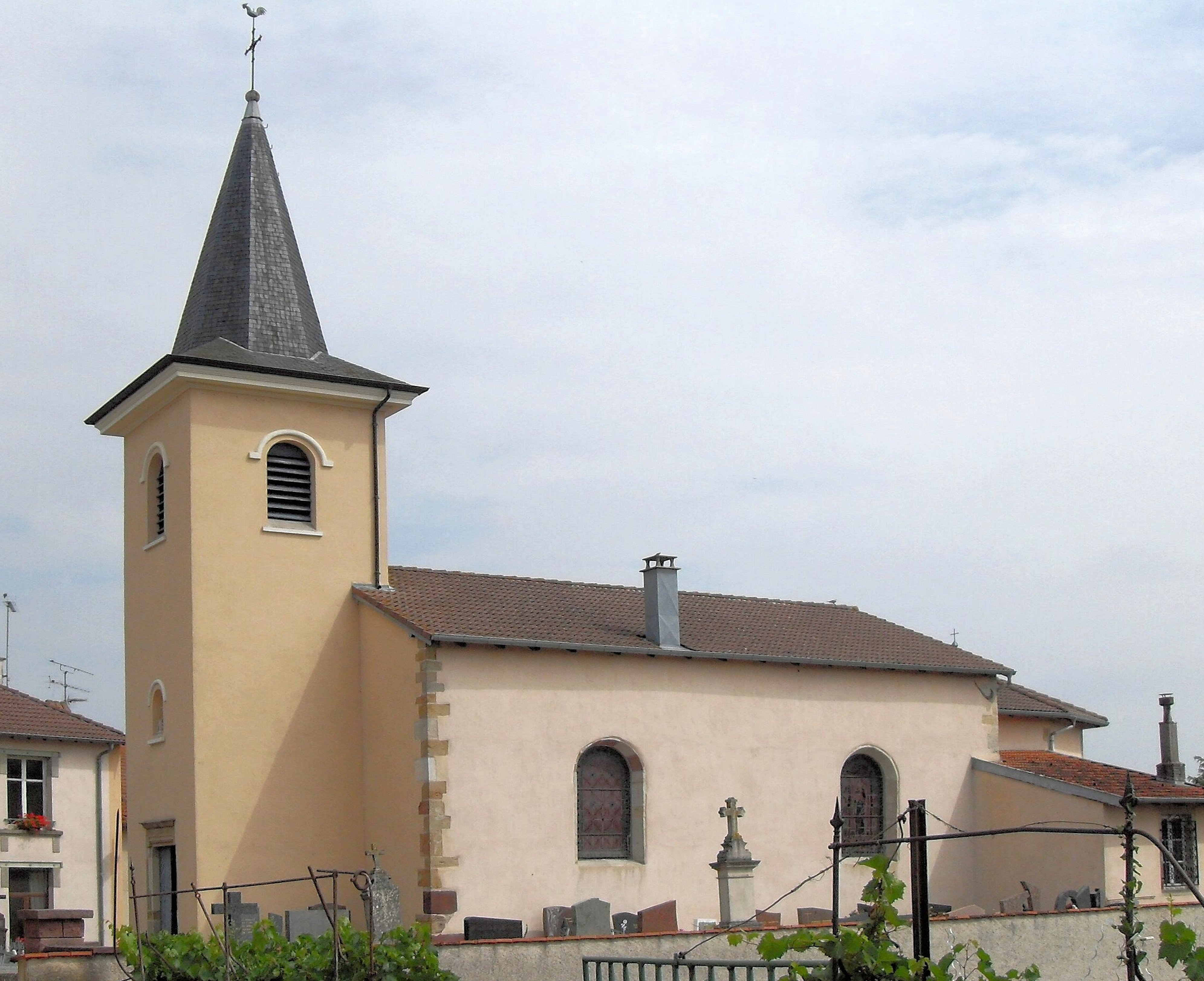
L'église Saint-Rémy
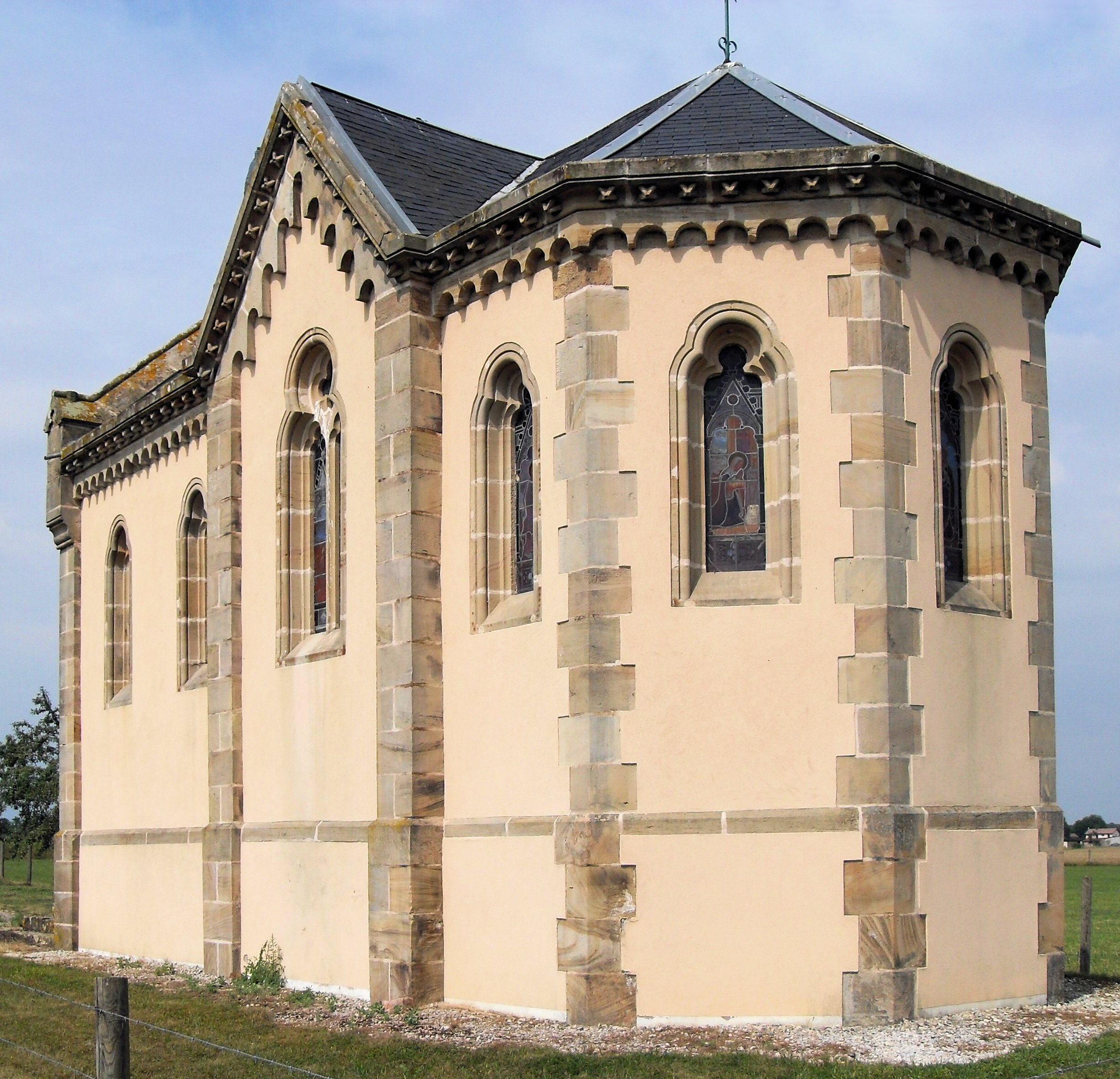
La chapelle Sainte-Menne
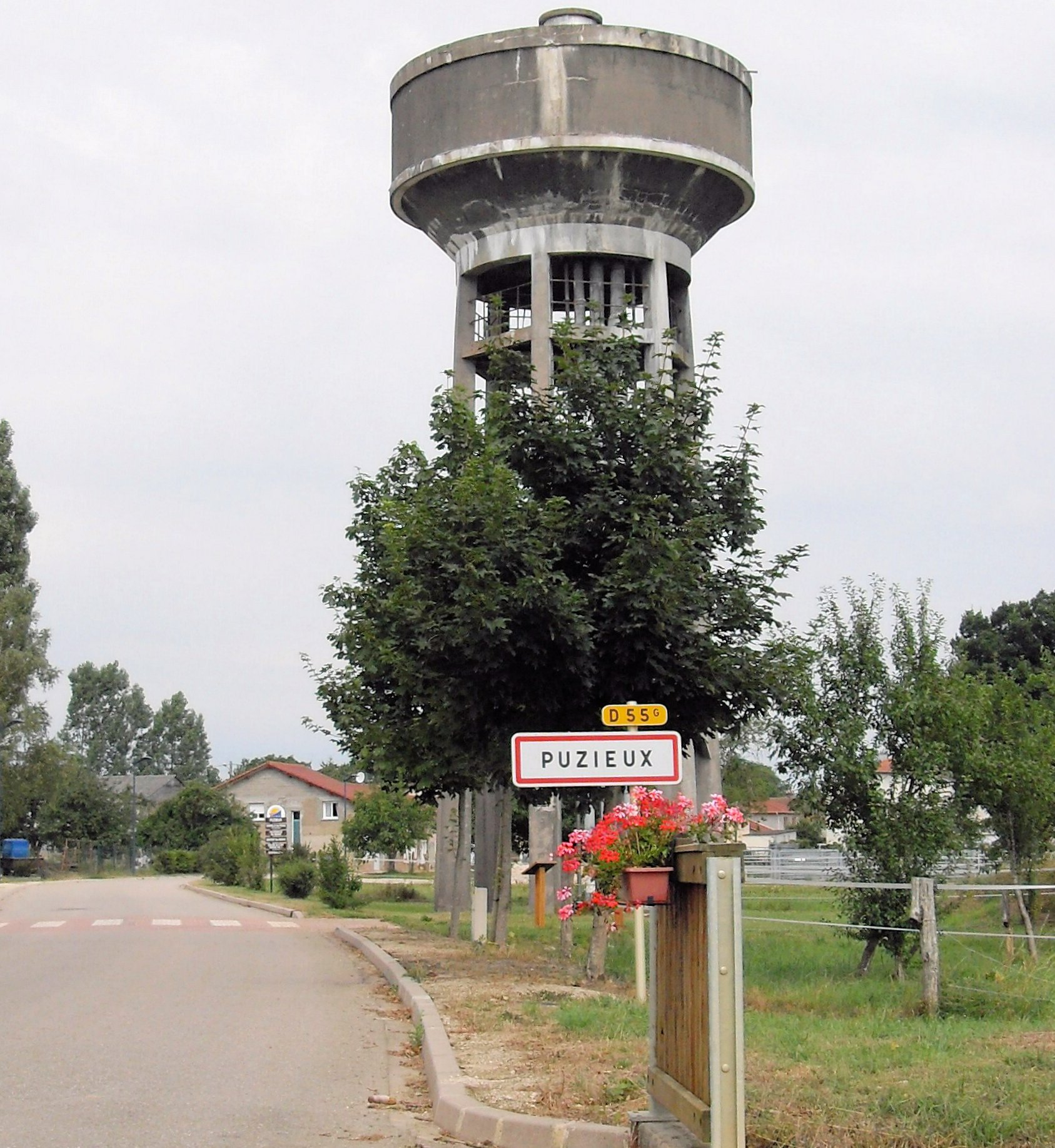
L'ancien château d’eau

L'église Saint-Rémy, dédiée à saint Remi, relevait du diocèse de Toul, doyenné de Porsas. Elle a été construite au XVIIe siècle
Les objets classés : :

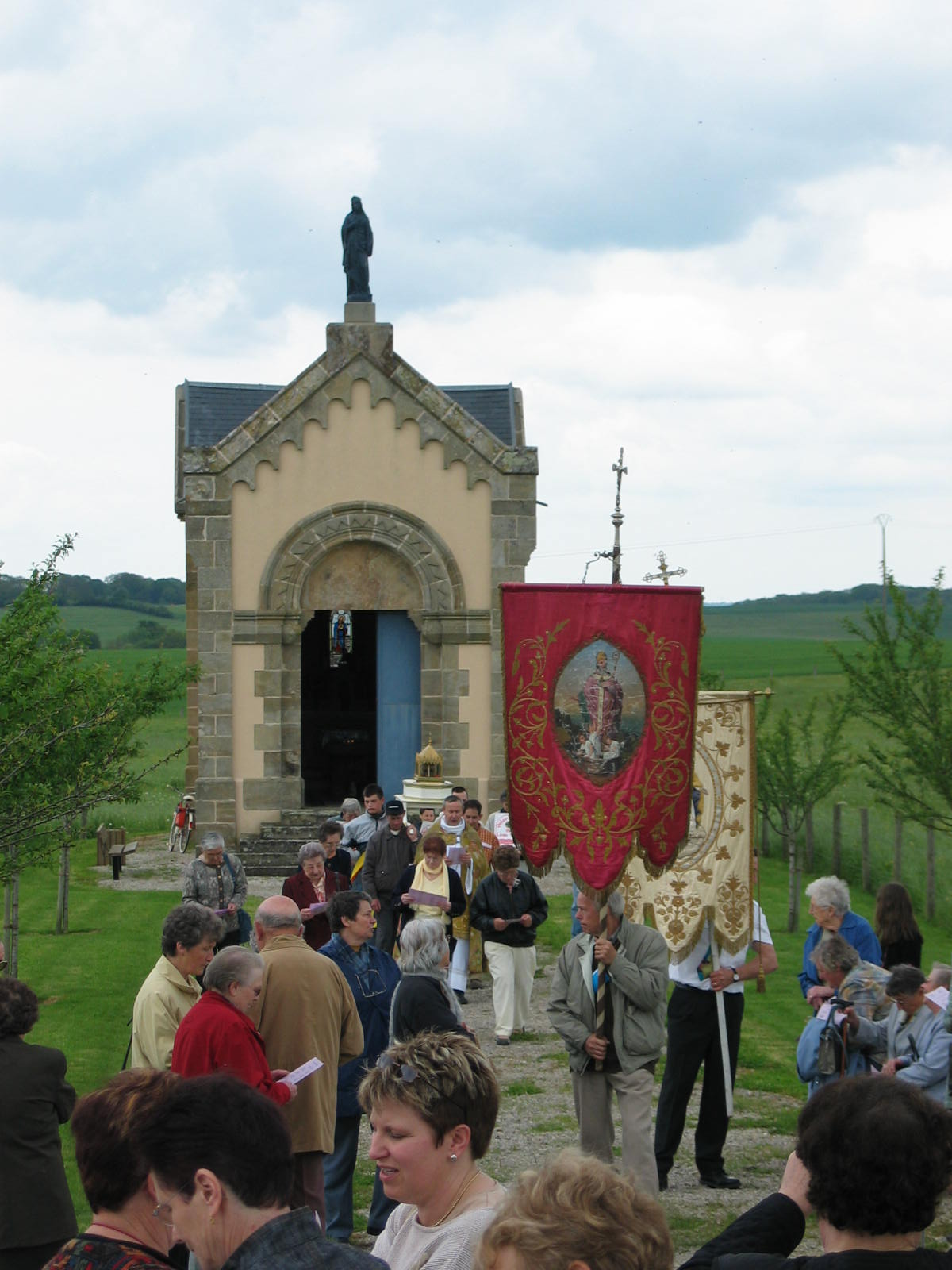
Chapelle Sainte-Menne des Fournels. Pèlerinage en 2005.

* tableau : le Baptême de sainte Menne, cadre.
* tableau et son cadre : Présentation de sainte Menne à la Vierge.
* groupe sculpté Vierge de Pitié.
* statue : Saint Rémy.
* trois statues : Trois anges dont deux porteurs des instruments de la Passion.
Le pèlerinage de Sainte MenneUne tradition fort ancienne qui a été réactivée au XXe siècle. Elle consiste à faire une procession avec les reliques de la sainte de la chapelle, à l'extérieur du village, à l'église au centre.
Le sentier Sainte-MenneC’est un itinéraire en boucle, d'environ 12 km, basé sur la composante du patrimoine. Une série de panneaux didactiques jalonne le parcours. Ce sentier fait partie d'un circuit pédestre sur le territoire de la communauté de communes de Mirecourt Dompaire. Ce circuit est constitué de six sentiers abordant diverses thématiques et présentant des sculptures monumentales datant du Symposium de Sculptures Monumentales de Mirecourt.
La croix de missionCroix de mission élevée en 1786.
Le labyrinthe de PuzieuxUne animation renouvelée chaque été, en juillet et août. Un labyrinthe - chaque année différent - est tracé au milieu de 5 hectares de champs de maïs ; il est le but de sorties familiales dans un cadre naturel.
Le monument aux mortsLivres d'or 1914-1918.

### Héraldique
| Blason de Puzieux | Blason  | De sinople au puits d'argent maçonné de sable, accompagné en pointe d'un canon d'or et le tout senestré d'un lys de jardin d'argent. |
| Blason de Puzieux | Détails | Armoiries composées par B. Georgin, et mises à la disposition de la commune en mars 2016.                                            |

## Pour approfondir